# Desis hartmeyeri
Desis hartmeyeri là một loài nhện trong họ Desidae.
Loài này thuộc chi Desis. Desis hartmeyeri được miêu tả năm 1909 bởi Eugène Simon.